# محرك تصميم
محرك التصميم هو برنامج حاسوبي يستقبل محتوى الويب مثل ( لغة ترميز النص الفائق ولغة الترميز القابلة للامتداد والصور والملفات، إلى آخره) والبيانات - المعلومات المشفرة مثل ( صفحات الطرز المتراصة وأكس أس أل، إلى آخره) ومن ثم يقوم البرنامج بعرض المحتوى المشفر على الشاشة. محرك التصميم يستخدم خاصة مع برامج متصفحات الويب وخادمات البريد الإلكتروني، والبرامج الأخرى التي تتطلب عرض وإعداد محتوى الويب.
عبارة محرك التصميم أو بالإنجليزية Layout Engine لم تستخدم بكثرة إلا بعد انتشار المتصفحات. فمحرك التصميم Gecko هو محرك تصميم مجاني مفتوح المصدر من إنتاج موزيلا يُعتمد عليه في متصفح فايرفوكس، وخادم بريد ThunderBird الذين هما من إنتاج المؤسسة نفسها. وTrident الذي يعتبر محرك التصميم لمتصفح إنترنت إكسبلورر وبرامج أخرى عديدة في نظام تشغيل ويندوز، وأيضًا يستخدم في المتصفح المصغر في برنامج RealPlayer وبرنامج Winamp.

## قائمة محركات التصميم
- جيكو
- ويب كيت
- ترايدنت

## اقرأ أيضًا
- متصفح ويب
- لغة ترميز النص الفائق
- لغة الرقم القابلة للامتداد